# Maddalena (film 1971)
Maddalena è un film del 1971 scritto e diretto da Jerzy Kawalerowicz.

## Distribuzione
Il film uscì nelle sale il 19 novembre 1971 a New York mentre in Italia l'uscita fu ritardata al 1972 per problemi con la censura.